# Aldertjärnen (Vännäs socken, Västerbotten)
Aldertjärnen är en sjö i Vännäs kommun i Västerbotten och ingår i Umeälvens huvudavrinningsområde.